# هایاشی چوجیرو
هایاشی چوجیرو (انگلیسی: Chujiro Hayashi; ۱۵ سپتامبر ۱۸۸۰ – ۱۱ مهٔ ۱۹۴۰) پزشک اهل ژاپن بود. شاگرد میکائو اوسویی بود که نقش عمده ای در انتقال ریکی (نوعی مراقبه) از ژاپن و تبدیل آن به یک عمل کم‌تر عرفانی داشت.